# Potamanthellus
Potamanthellus is een geslacht van haften (Ephemeroptera) uit de familie Neoephemeridae.

## Soorten
Het geslacht Potamanthellus omvat de volgende soorten:
- Potamanthellus amabilis
- Potamanthellus caenoides
- Potamanthellus chinensis
- Potamanthellus edmundsi
- Potamanthellus ganges
- Potamanthellus shaowuensis
- Potamanthellus unicutibius